# Ctenitis crystallina
Ctenitis crystallina är en träjonväxtart som först beskrevs av Kze., och fick sitt nu gällande namn av George Richardson Proctor. Ctenitis crystallina ingår i släktet Ctenitis och familjen Dryopteridaceae. Inga underarter finns listade.